# Sarrusofón

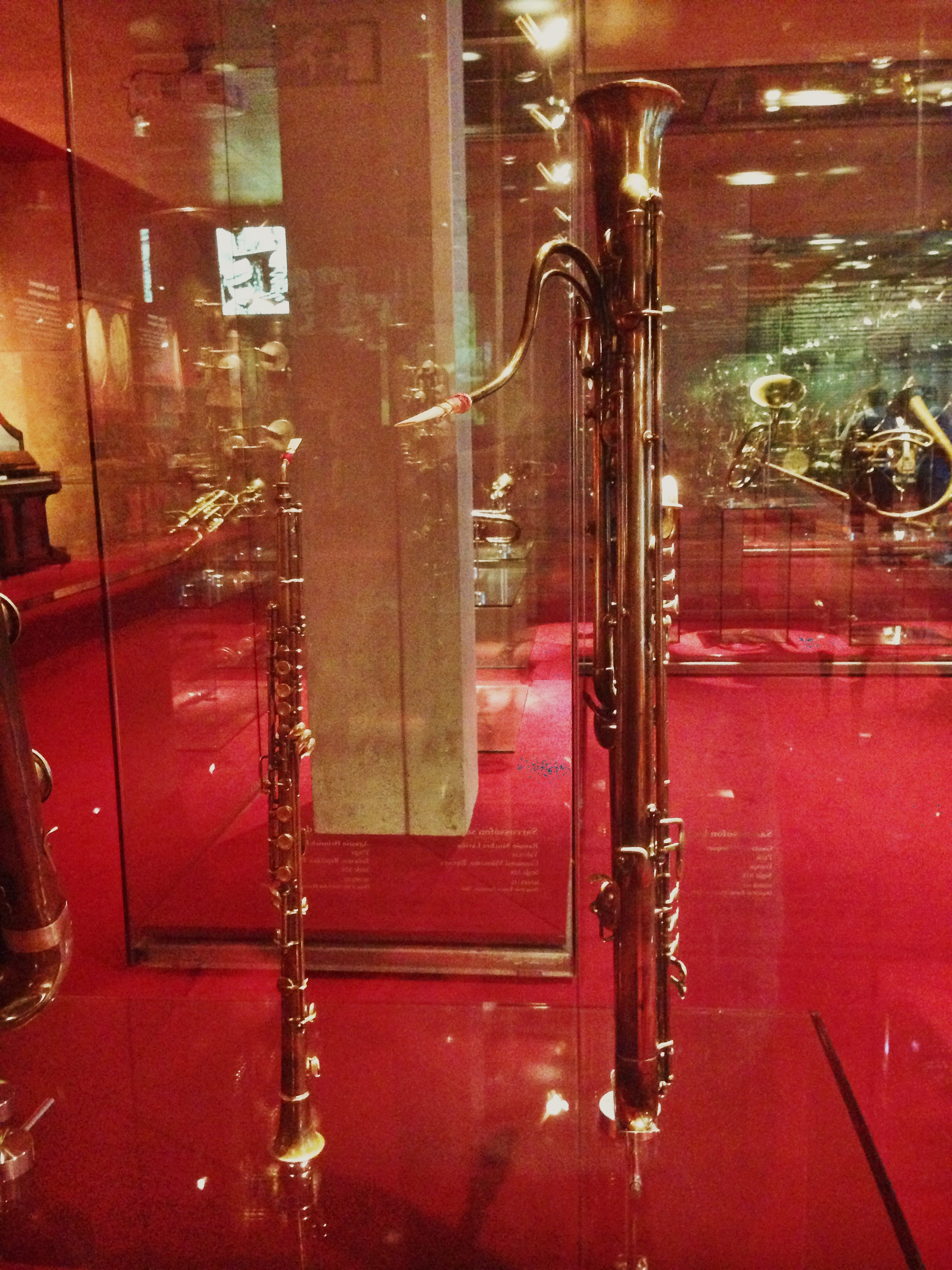
Sarrusófonos en el Museo de la Música de Barcelona

El sarrusofón es un instrumento de viento-madera (por la utilización de lengüetas aunque su cuerpo sea de metal), de tubo cónico y lengüeta doble, empleado principalmente en las bandas militares. 
Los sarrusofones constituyen una familia de instrumentos  hoy en día muy famosos e importantes que fueron concebidos para sustituir a oboes y fagotes en las músicas militares,  donde  son muy preciados. La idea de esta familia de instrumentos surgió en una época en la que el interés  por  la  música  militar  era grande y dio lugar a un gran desarrollo de los instrumentos que utilizaban.  Su repertorio no se limitaba a la música militar sino que además se convirtieron en vehículo de difusión de todo tipo de músicas dirigido a amplias capas de la población.  Los  fabricantes  de instrumentos, ante la gran cantidad de pedidos que les hacían las músicas militares,  les ofrecieron un trato de favor y contribuyeron al desarrollo de los instrumentos por ellas utilizados.
Sarrus, un director de orquesta militar francés , junto con Pierre-Louis Gautrot, asistente de Adolfo Sax, a partir del oboe y del fagot crean en 1856 una familia de instrumentos completamente metálicos y de una  conicidad  muy  marcada, lo que daba lugar a un mayor poder sonoro en todos los registros y además les dotó del sistema de llaves de Theobald Boehm.
Los  sarrusofones  tuvieron  una  evolución inversa a la de los saxofones y si estos han ido adquiriendo lentamente importancia los otros la han ido perdiendo.
El único instrumento de la familia que se continuó usando a lo largo del siglo XIX fue el sarrusofón  contrabajo,  que  sustituyó  al contrafagot que en aquellos momentos tenía una sonoridad poco equilibrada y grandes dificultades mecánicas. 
El sarrusofón aventaja en movilidad y seguridad de entonación en el registro grave al contrafagot y al saxofón contrabajo.